# Triacanthagyna caribbea
Triacanthagyna caribbea е вид водно конче от семейство Aeshnidae. Видът не е застрашен от изчезване.

## Разпространение
Разпространен е в Белиз, Боливия, Венецуела, Гватемала, Доминика, Еквадор, Колумбия, Коста Рика, Мексико, Перу, Пуерто Рико, Тринидад и Тобаго и Хондурас.